# John Nelson
John Nelson (n. 8 iunie 1948, Chicago, Illinois, SUA) este un înotător ce a reprezentat Statele Unite ale Americii, medaliat olimpic. A participat la 2 ediții ale Jocurilor Olimpice (1964, 1968) în care a câștigat două medalii de aur, două medalii de argint și o medalie de bronz.